# Церова (Караш-Северин)
Церова (рум. Țerova) насеље је у Румунији у жупанији Караш-Северин у граду Решица. Oпштина се налази на надморској висини од 236 m.

## Прошлост
По "Румунској енциклопедији" место се први пут помиње 1433. године као "Церова". Помиње се 1717. године у аустријском попису као "Зеробо" са 23 куће.
Аустријски царски ревизор Ерлер је 1774. године констатовао да место припада Карашевском округу, Вршачког дистрикта. Становништво је било претежно влашко.

## Становништво
Према подацима из 2002. године у насељу је живело 557 становника.

### Попис2002.
| Расподела становништва по националности 2002.‍ | Расподела становништва по националности 2002.‍ | Расподела становништва по националности 2002.‍ | Расподела становништва по националности 2002.‍ | Расподела становништва по националности 2002.‍ |
| --------------------------------------------- | --------------------------------------------- | --------------------------------------------- | --------------------------------------------- | --------------------------------------------- |
|                                               |                                               |                                               |                                               |                                               |
| Румуни                                        | Румуни                                        |                                               | 473                                           | 84,9%                                         |
| Роми                                          | Роми                                          |                                               | 84                                            | 15,1%                                         |